# نادي بارما
نادي بارما لكرة القدم 1913 (بالإيطالية: Parma Calcio 1913)‏ أو كما يُعرف اختصاراً باسم بارما هو نادي كرة قدم من مدينة بارما الإيطالية، يلعب حالياً في الدوري الإيطالي الدرجة الثانية. تأسس النادي في 16 ديسمبر 1913 تحت مسمى «نادي بارما لكرة القدم» (بالإيطالية: Parma Foot Ball Club)‏ منحدرا من ناد آخر كان ينشط سابقا في العام نفسه باسم «نادي فيردي لكرة القدم» (بالإيطالية: Verdi Foot Ball Club)‏ نسبةً إلى الموسيقار جوزيبي فيردي المولود في المنطقة التي تأسس فيها النادي.
يعتبر نادي بارما مدرسة الكالتشيو الإيطالية لأن عدداً كبيراً من اللاعبين المتميزين عالمياً خرجوا من مدرسته. كانت فترة التسعينيات من القرن الماشي هي الفترة الذهبية للنادي شهدت قيادة الفريق من الدوري الإيطالي الدرجة الثانية إلى العديد من الانتصارات الأوروبية، وكانت تلك الفترة تحت قيادة المدرب الشهير نيفيو سكالا، حيث فاز معهم ب 4 ألقاب وحل وصيفاً 3 مرات خلال 7 سنوات قضاها مع نادي بارما. خلال الفترة ما بين عامي 1992 و 2002، فاز الفريق بثمانية ألقاب، وخلال تلك الفترة حقق الفريق أفضل إنجازاته، حيث فاز بثلاثة ألقاب كأس إيطاليا (مواسم 1991-1992، 1998-1999، 2001-2002)، وبكأس السوبر الإيطالي مرة واحدة (نسخة 1999)، وبكأس الاتحاد الأوروبي مرتين (مواسم 1994-1995 و 1998-1999)، وبكأس أبطال الكؤوس الأوروبية مرة واحدة (موسم 1992-93)، وبكأس السوبر الأوروبي مرة واحدة (نسخة 1993). كذلك حقق الفريق أفضل إنجازاته في الدوري عندما جل وصيفاً في موسم 1996-97.
في عام 2015، تعرض النادي لأزمة مالية كبيرة أدت إلى إفلاسه وبيع العديد من ممتلكات النادي الخاصة بالنادي للتمكن من تأمين الاحتياجات البسيطة وتسبب ذلك في هبوطه إلى الدوري الإيطالي الدرجة الرابعة من قبل الإتحاد الإيطالي لكرة القدم، إثر إفلاس النادي وعدم تمكنهم من دفع مستحقات اللاعبين. لكن في عام 2018، تمكن الفريق من العودة مرة أخرى إلى الدوري الإيطالي الدرجة الأولى بقيادة القائد أليساندرو لوكاريلي، وذلك بعدما غاب عن المشاركة لمدة ثلاث سنوات.
يلعب النادي مبارياته الرسمية على ملعبه الشهير والمعروف باسم ملعب إنيو تارديني، والدي بُنِيَ في 1923 ويتسع لحضور 27906 متفرج. سمي تيمناً برئيس نادي بارما السابق إنيو تارديني الذي ترأس النادي من 1919 إلى 1925. يعرف الفريق بلونيه الأزرق والأصفر، ويشتهر في إيطاليا بلقب «الجيالوبلو» (بالإيطالية: Gialloblu)‏ والتي تعني بالعربية الأزرق والأصفر.

## التاريخ
تأسس نادي بارما في السادس عشر من شهر ديسمبر من عام 1913 ميلادي، ولعل التاريخ يشهد مشاركة اللاعب لويجي أبولوني الإيطالي كأكثر اللاعبين مشاركة مع نادي بارما برصيد 384 مشاركة رسمية، بينما يعد هيرنان كريسبو المهاجم الأرجنتيني هو الهداف التاريخي لنادي بارما برصيد 94 هدف، وقد حقق النادي العديد من الألقاب المحلية والدولية أبرزها بطولة كأس إيطاليا 3 مرات وكأس السوبر الإيطالي، وكأس الاتحاد الأوروبي في مناسبتين والسوبر الأوروبي في مناسبة وكأس الكؤوس الأوروبية.

## الألقاب والإنجازات
المستوى المحلي
- الدوري الإيطالي الدرجة الأولى
  - الوصيف (1): 1996–97
  - الثالث (2): 1992–93، 1994–95
- كأس إيطاليا
  - البطل (3): 1991-1992، 1998-1999، 2001-2002
  - الوصيف (2): 1994-1995، 2000-2001
- كأس السوبر الإيطالي
  - البطل (1): 1999
  - الوصيف (2): 1994-1995، 2000-2001

المستوى القاري
- كأس الاتحاد الأوروبي
  - البطل (2): 1994-1995، 1998-1999
- كأس السوبر الأوروبي
  - البطل (1): 1993
- كأس أبطال الكؤوس الأوروبي
  - البطل (1): 1992-1993
  - الوصيف (1): 1993-1994

درجات أدنى
- الدرجة الثانية (3): الصعود 1989-1990، 2008-2009، 2017-2018
- الدرجة الثالثة (7): 1928-1929، 1943-1944، 1953-1954، 1972-1973، 1978-1979، 1983-1984، 1985-1986
- الدرجة الرابعة (1): 1969-1970

## التشكيلة الحالية
ملاحظة: تشير الأعلام إلى المنتخب الوطني على النحو المحدد في قواعد الأهلية للفيفا. قد يحمل اللاعبون أكثر من جنسية واحدة غير تابعة للفيفا.
| الرقم | البلد      | المركز | اللاعب              |
| ----- | ---------- | ------ | ------------------- |
| 1     | إيطاليا    | حارس   | جانلويجي بوفون      |
| 3     | بلجيكا     | مدافع  | دان ديريكس          |
| 4     | المجر      | مدافع  | بوتوند بالوف        |
| 5     | البرازيل   | مدافع  | دانيلو لارانجييرا   |
| 7     | إيطاليا    | وسط    | فرانشيسكو كاساتا    |
| 8     | الأرجنتين  | وسط    | خوان برونيتا        |
| 9     | إيطاليا    | مهاجم  | جينارو توتينو       |
| 10    | الأرجنتين  | وسط    | فرانكو فازكيز       |
| 11    | كرواتيا    | وسط    | ستانكو يوريتش       |
| 15    | إيطاليا    | مدافع  | إنريكو ديل براتو    |
| 16    | إسبانيا    | وسط    | أدريان برنابي       |
| 17    | بولندا     | مهاجم  | أدريان بينيديتشاك   |
| 19    | سويسرا     | وسط    | سيمون سوم           |
| 20    | اليونان    | مدافع  | فاسيليوس زاجاريتيس  |
| 21    | إيطاليا    | وسط    | باسكوالي تشياتاريلا |
| 22    | سلوفينيا   | حارس   | مارتن ترك           |
| 23    | ساحل العاج | وسط    | دريسا كامارا        |
| 24    | فنزويلا    | مدافع  | يوردان أوسوريو      |

| الرقم | البلد            | المركز | اللاعب            |
| ----- | ---------------- | ------ | ----------------- |
| 25    | بلجيكا           | مدافع  | إلياس كوبو        |
| 26    | فرنسا            | مدافع  | وويو كوليبالي     |
| 27    | مقدونيا الشمالية | مهاجم  | غوران بانديف      |
| 29    | فرنسا            | وسط    | أليو تراوري       |
| 30    | الأرجنتين        | مدافع  | نيكولا أموروزو    |
| 34    | إيطاليا          | حارس   | لاوتارو فالنتي    |
| 37    | فرنسا            | مهاجم  | أنج يوان بوني     |
| 39    | أستراليا         | مدافع  | أليساندرو سيركاتي |
| 44    | إيطاليا          | مدافع  | فيليبو كوستا      |
| 45    | إيطاليا          | مهاجم  | روبيرتو إنجليسي   |
| 50    | هولندا           | مدافع  | جايدين أوستروولد  |
| 72    | فرنسا            | مدافع  | فينسينت لاوريني   |
| 77    | البرتغال         | وسط    | فيليكس كوريا      |
| 84    | لاتفيا           | مهاجم  | داريو شتس         |
| 85    | إيطاليا          | وسط    | ماتيا سبروكاتي    |
| 90    | إيطاليا          | مدافع  | اندريا ريسبولي    |
| 98    | رومانيا          | وسط    | دينيس مان         |
| 99    | نيجيريا          | مهاجم  | سيمون نوانكو      |

### لاعبون تحت التعاقد
ملاحظة: تشير الأعلام إلى المنتخب الوطني على النحو المحدد في قواعد الأهلية للفيفا. قد يحمل اللاعبون أكثر من جنسية واحدة غير تابعة للفيفا.
| الرقم | البلد   | المركز | اللاعب           |
| ----- | ------- | ------ | ---------------- |
| -     | إيطاليا | وسط    | ستيفانو بالموتشي |

### أرقام ملغية
6 - أعلن النادي الغاء رقم القميص الذي كان يرتديه كابتن النادي أليساندرو لوكاريلي بعد إعلان اعتزاله اللعب. يحمل لوكاريلي الرقم القياسي في عدد مرات الظهور في الدوري للنادي وبقي مع النادي منذ هبوطه في 2015 من دوري الدرجة الأولى الإيطالي إلى دوري الدرجة الثانية عقب إفلاس النادي حتى إعتزاله عام 2018.
12- منذ موسم 2002–03 حتى الوقت الحاضر (باستثناء موسم 2015–16 في دوري الدرجة الرابعة ، تم الغاء الفانيلة رقم (12) تقدير للجماهير التي تعتبر الرجل الثاني عشر على أرض الملعب.

## وصلات خارجية
- الموقع الرسمي باللغة الإنجليزية
- نادي بارما على الدوري الايطالي باللغة الإنجليزية
- نادي بارما على فوتبول أيتاليا
- بارما نسخة محفوظة 1 فبراير 2011 على موقع واي باك مشين. على إي إس بي إن إف سي